# Josh Christopher
Joshua Evan „Josh” Christopher (ur. 8 grudnia 2001 w Carson) – amerykański koszykarz, występujący na pozycji rzucającego obrońcy, od 2023 zawodnik Utah Jazz oraz zespołu G-League – Salt Lake City Stars.
W 2018 wybrano go do II składu Sophomore All-America (przez MaxPreps).
W 2020 został zaproszony do udziału w meczach gwiazd amerykańskich szkół średnich McDonald’s All-American, Jordan Brand Classic i Nike Hoop Summit. Spotkania zostały odwołane z powodu pandemii COVID-19. Został też wybrany zawodnikiem roku – CIF Southern Section Division 1 Player of the Year oraz Division 2AA Player of the Year (2019).
W 2021 reprezentował Houston Rockets podczas rozgrywek letniej ligi NBA.
8 lipca 2023 trafi w wyniku wymiany do Memphis Grizzlies. 13 października 2023 zawarł umowę z Utah Jazz na występy zarówno w NBA, jak i zespole G-League – Salt Lake City Stars.

## Osiągnięcia
Stan na 16 października 2023, na podstawie, o ile nie zaznaczono inaczej.
NCAA
- Najlepszy pierwszoroczny zawodnik tygodnia konferencji Pac-12 (30.11.2020)